# Antiguo Batallón de Infantería de Marina N.º 3
El Batallón de Infantería de Marina N.º 3 (BIM 3) fue creado por decreto 67.347 el 15 de julio de 1940 y en un primer momento funcionó en las instalaciones navales de Río Santiago, hasta que a comienzos de los años 1960 se asentó en el Barrio El Dique, Ensenada. Además de formar infantes de marina, constantemente recibía contingentes de jóvenes de todo el país que debían cumplir con el servicio militar obligatorio en la Armada Argentina.

## Centro clandestino de detención
Desde fines de 1975 y durante los primeros años de la última dictadura, de acuerdo con la Doctrina de Seguridad Nacional y el Plan de Capacidades de la Armada, el BIM 3 funcionó como un centro clandestino de detención, tortura y exterminio en el marco de las Fuerzas de Tarea N°5 (FT5) de la Armada Argentina. Otro centro clandestino bajo su órbita fueron la Escuela Naval Militar Río Santiago, la Prefectura Naval La Plata, y el Centro Incorporación y Formación de Conscriptos de Infantería de Marina (CIFIM) del Parque Pereyra.
A partir del golpe del 24 de marzo de 1976 el aparato represivo naval concentró buena parte de sus operaciones en el sindicalismo combativo de fábricas del parque industrial de Berisso y Ensenada, como la siderúrgica Propulsora (grupo Techint), el frigorífico Swift, Astilleros Río Santiago e YPF, entre otras. Además se constató que el accionar de la FT5 consistía “en la individualización, mediante tareas de inteligencia, de aquellos trabajadores que tenían algún tipo de participación en actividades gremiales o sindicales”, para luego secuestrarlos. Una vez capturados los trabajadores "eran trasladados a dependencias que habían quedado bajo la órbita de esa fuerza", en especial la sede de la Prefectura Naval de La Plata, el Liceo Naval Militar y en algunos casos el BIM 3 y el Hospital Naval.

Un ejemplo de este accionar fue el 19 de junio de 1976 cuando un grupo fuertemente armado secuestró a seis trabajadores del Astillero.
Los seis trabajadores estuvieron detenidos en el centro clandestino de detención BIM3 (Batallón de Infantería de Marina) y, de acuerdo a las distintas evidencias evaluadas, su secuestro y asesinato respondió a la venganza por el atentado contra el Jefe de Seguridad del astillero. Juan Carlos Arriola operario que había militado en la lista Azul y Blanca, Leonardo Diego Arias operario y militante de la lista Celeste, José Edgardo Coco Cardinale, técnico y militante de la lista Gris, Héctor Rolando García, operario y militante de la lista Celeste y Roberto Luciano Sander ex Secretario General de ATE seccional Ensenada por la lista Azul y Blanca y dirigente de la lista Gris fueron encontrados con fuertes signos de torturas, fusilados y arrojados sobre el camino que une Punta Lara con Villa Elisa.
En 1999, la Armada decidió mudar sus instalaciones a Zárate y a diferencia de lo ocurrido con la ESMA, todos los edificios que lo integraban fueron demolidos. Sólo se conservó, , en su perímetro, la entrada principal, el paredón de uno de los laterales, las garitas de vigilancia y las siglas que nombran al BIM frente a la rotonda de 122. Sin contemplar su valor como prueba del terrorismo de Estado el primer proyecto que avanzó para el terreno fue la construcción de un hipermercado, frenado por las cámaras de comercio de la región y de los organismos de Derechos Humanos. Luego se habló de una alcaldía policial, rechazada por diferentes entidades del barrio y recién en el año 2006 se consiguió que la Provincia de Buenos Aires lo expropiara y lo cediera para tres usos: nuevos edificios para la UNLP, el Helipuerto del gobierno de la provincia, y un Museo de la Memoria del municipio de Ensenada (aún sin construir).
En 2011 se consiguió la financiación para la construcción en el predio de la Facultad de Psicología, inaugurada en 2012 y de la Facultad de Humanidades, inaugurada en 2014. Ese año, la presidenta Cristina Fernández de Kirchner junto a Daniel Scioli y el secretario de Derechos Humanos de la Provincia, Guido Carlotto, declaró Sitio de Memoria al predio del ex BIM 3, recordando su funcionamiento como ex centro Clandestino de Detención y Tortura durante la dictadura cívico-militar 1976-83. Poco después de la mudanza de Humanidades a su nueva sede, un grupo de expertos del CONICET y la UNLP impulsó un proyecto de investigación que buscaba echar luz sobre el pasado del lugar, el rol de la Marina en la región, y reivindicar las historias y memorias de las víctimas del circuito represivo que tuvo como eje al ex BIM 3. Como resultado de esas investigaciones se editó el libro MEMORIAS DEL BIM: Biografías. Las víctimas de la Fuerza de Tareas 5 en La Plata, Berisso y Ensenada, donde se reúnen testimonios y recuerdos de más de 120 víctimas.
En el transcurso del año 2015 se llevó adelante el juicio oral y público por las violaciones a los derechos humanos cometidas por la Fuerza de Tareas 5 (FT5) de la Armada Argentina (ARA) durante la última dictadura militar (1976-1983), en el cordón industrial de las localidades bonaerenses de Berisso y Ensenada y en la región del Río Santiago. La justicia condenó a prisión perpetua al Comandante de la Fuerza de Tareas 5 Jorge Alberto Errecaborde, al del BIM 3 José Casimiro Fernández Carró y al jefe de Operaciones e Inteligencia del BIM 3 Roberto Eduardo Fernando Guitian.